# Europese weg 81
De Europese Weg 81 of E81 is een Europese weg die loopt van Moekatsjevo in Oekraïne naar Constanța in Roemenië.

## Algemeen
De Europese weg 81 is een Klasse A Noord-Zuid-verbindingsweg en verbindt het Oekraïense Moekatsjevo met het Roemeense Constanța en komt hiermee op een afstand van ongeveer 990 kilometer. De route is door de UNECE als volgt vastgelegd: Moekatsjevo - Halmeu - Satu Mare - Zalău - Cluj-Napoca - Turda - Sebeș - Sibiu - Pitești - Boekarest.
In 2004/2005 is besloten om de E81 te verlengen van Boekarest naar Constanța. Het traject is hiermee als volgt vastgelegd: Moekatsjevo - Halmeu - Satu Mare - Zalău - Cluj-Napoca - Turda - Sebeș - Sibiu - Pitești - Boekarest - Lehliu - Fetești - Cernavodă - Constanța.

## Nationale wegnummers
De E81 loopt over de volgende nationale wegnummers:
| Nummer   | Tracé                       |
| Oekraïne | Oekraïne                    |
| -------- | --------------------------- |
| P54      | Moekatsjevo - Berehove      |
| M23      | Berehove - Vylok            |
| P55      | Vylok - Roemenië            |
| Roemenië |                             |
| 1C       | Oekraïne - Livada           |
| 19       | Livada - Satu Mare          |
| 19A      | Satu Mare - Supuru de Sus   |
| 1F       | Supuru de Sus - Cluj-Napoca |
| 1        | Cluj-Napoca - Tălmaciu      |
| 7        | Sebeș - Pitești             |
| A1       | Pitești - Boekarest         |
| A2       | Boekarest - Cernavodă       |
| 22C      | Cernavodă - Murfatlar       |
| 3        | Bij Murfatlar               |
| A2       | Murfatlar - Constanța       |